# Bistum Andong
Das Bistum Andong (lat.: Dioecesis Andongensis, kor.: 천주교 안동교구) ist eine in Südkorea gelegene römisch-katholische Diözese mit Sitz in Andong.

## Geschichte
Das Bistum Andong wurde am 29. Mai 1969 durch Papst Paul VI. mit der Apostolischen Konstitution Quae in Actibus aus Gebietsabtretungen des Erzbistums Daegu und des Bistums Wonju errichtet und dem Erzbistum Daegu als Suffraganbistum unterstellt.

## Bischöfe von Andong
- René Marie Albert Dupont MEP, 1969–1990
- Ignatius Pak Sok-hi, 1990–2000
- John Chrisostom Kwon Hyok-ju, seit 2001